# Municipio de San Jerónimo Tecóatl
El municipio de San Jerónimo Tecóatl (del náhuatl: Serpiente marcada en la piedra) es uno de los 570 municipios que conforman al estado mexicano de Oaxaca. Pertenece al distrito de Teotitlán, dentro de la Región Sierra de Flores Magón. Su cabecera es la localidad de San Jerónimo Tecóatl.

## Geografía
El municipio abarca 17.86 km² y se encuentra a una altitud promedio de 1400 m s. n. m., oscilando entre 2600 y 1300 m s. n. m.

## Demografía
De acuerdo al último censo, realizado por el INEGI en 2010, en el municipio habitan 1606 personas, repartidas entre 6 localidades.